# Devocionálie

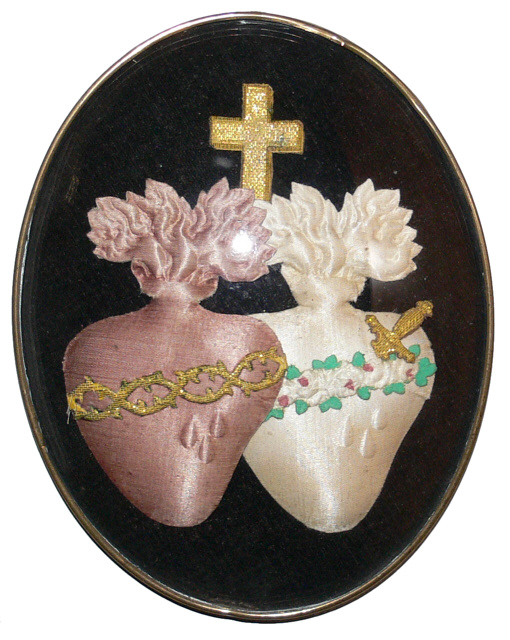
Srdce Mariino a Ježíšovo, devocionálie z hedvábí, 20. století

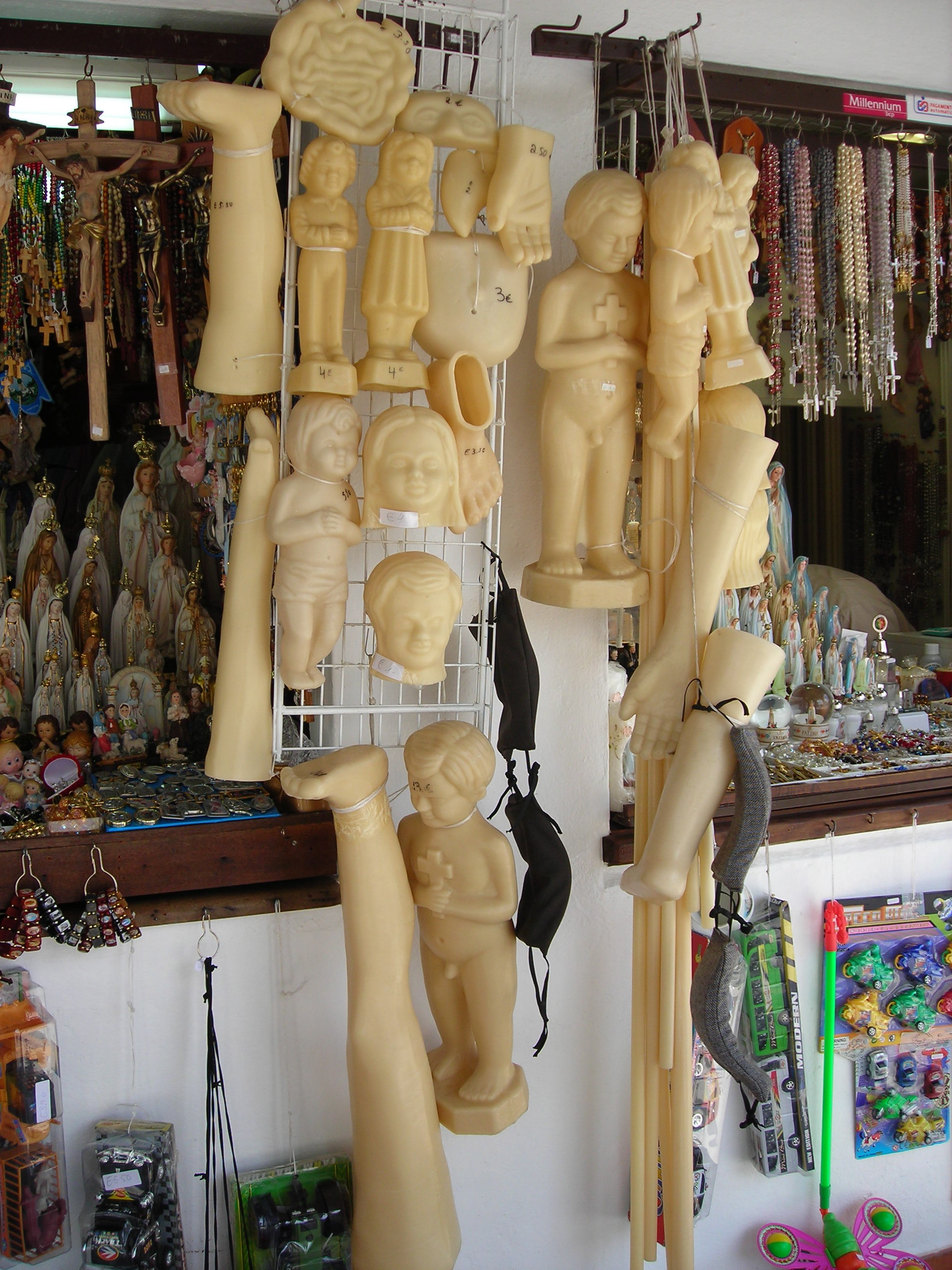
Vosková ex-vota pro uzdravení, prodávaná ve Fátimě v Portugalsku

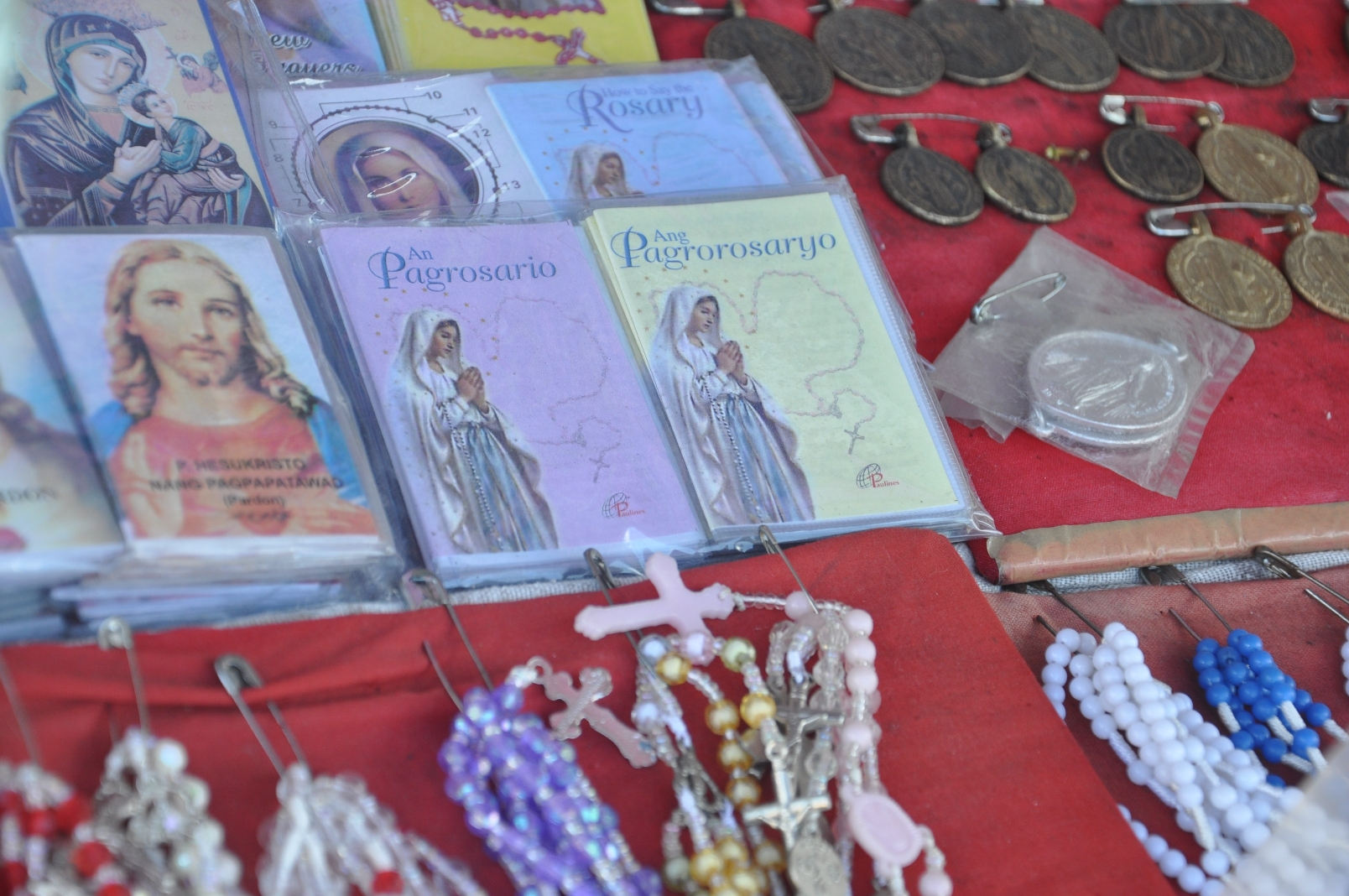
Výkladní skříň obchodu s devocionáliemi

Devocionálie, též kultovní předměty, nepřesně nazývané také svátostky, jsou drobné předměty devoce (kultu). Kněží a ostatní věřící je užívají k udržení, rozvíjení či povznesení své zbožnosti.

## Předměty
- k úctě na veřejném místě (kostel, klášter, náměstí, apod.)
- Relikviáře s Relikviemi (nádoby a nádobky, tabule, truhličky, schránky,
- milostné sochy a obrazy Krista, Panny Marie nebo světců
- kříže, krucifixy a Boží muka
- Liturgické předměty primárně nejsou devocionáliemi, ale mohou se jimi stát druhotně (sekundárně), například k uctění památky světce, který je měl užívat: např. Kalich sv. Prokopa v Sázavském klášteře,

k osobní (soukromé) devoci:
- náboženské šperky:
  - pektorální křížky
  - medailony
  - náboženské medaile, medailky a svátostky
  - růžence nebo jejich části (přívěsky)
  - růžencové prsteny
  - poutní odznaky
  - devoční grafika: svaté obrázky
  - modlitební knížky
  - předměty svěcené nebo požehnané farářem, např. svíce, voskové pečeti
  - ex vota a obětiny: obrazy klečících křesťanů se svatým patronem, který měl vyslyšet jejich prosby; kovové (stříbrné) či voskové předměty na oltáři
  - funerální památky, vkládané zemřelým do rakví

## Historie
K rozšíření devocionálií docházelo od středověku. Nejpočetnější byl památky z poutí, jako odznaky poutníků z jejich oděvů či klobouků (odlévané ze slitiny olova a cínu), svatojakubské mušle, hole. Významným obdobím výroby, šíření a sbírání devocionálií byla doba protireformace po Tridentském koncilu, tedy předměty z období baroka. Od 2. poloviny 19. století se šířila průmyslová výroba devocionálií, která trvá dodnes. Některé výrobky mohou být označeny za nevkusné nebo nevhodné. Někdy lze jen odstranit nevhodné detaily (zlacení, barvy, rám), jindy se názory liší a devocionálie rádi přijmou ti, kteří kategorii kýč nevnímají. Pokud se na kýčovitosti devocionálie shodnou majitelé i věřící farnosti, doporučuje se takové nepotřebné předměty pietně zlikvidovat, například spálením v ohni.
V minulosti se k devocionáliím řadily i předměty pověrečné, jež měly -nejen- křesťany ochránit 1) před přírodními katastrofami, jako např. tzv. hromové kameny, 2) před nemocemi, jako např. račí oči nebo žabí kámen, 3) být univerzální ochranou majitele v nouzi.

## Prodej
V prodejnách chrámových předmětů se prodávají liturgické předměty, devocionálie i chrámové vybavení, často také náboženská literatura a obdobný sortiment. Je zakázáno obchodovat s relikviemi světců.